# Линднер, Ласло
Ла́сло Ли́нднер (венг. Lindner László; 23 декабря 1916, Будапешт — 21 августа 2004, Будапешт) — венгерский шахматный композитор; международный мастер (1984) и международный арбитр (1956) по шахматной композиции. Журналист.
Один из основателей Постоянной комиссии ФИДЕ по шахматной композиции. Автор ряда книг, посвященных шахматной задаче. С 1930 опубликовал около 600 задач разных жанров, 200 из них отмечены отличиями на конкурсах (в том числе 32 — первыми призами).
В 1944 году как еврей был депортирован на принудительные работы в трудовой концентрационный лагерь в Боре.